# Wasserturm Hamburg-Ochsenzoll
| Wasserturm Krankenhaus Ochsenzoll | Wasserturm Krankenhaus Ochsenzoll             |
| Wasserturm                        | Wasserturm                                    |
| Daten                             | Daten                                         |
| --------------------------------- | --------------------------------------------- |
| Baujahr:                          | 1913                                          |
| Turmhöhe:                         | 32,3 m                                        |
| Nutzhöhe:                         | 21 m                                          |
| Behälterart:                      | Hängebodenbehälter                            |
| Volumen des Behälters:            | 600 m³                                        |
| Nutzung:                          | Wasserversorgung der Klinik                   |
| Betriebszustand:                  | stillgelegt                                   |
| Denkmalschutz:                    | Kulturdenkmal mit anderen Krankenhausgebäuden |
| Behälterbereich                   |                                               |

Der Wasserturm des Krankenhauses Ochsenzoll – heute Standort der Asklepios Klinik Nord – steht im östlichen Bereich des weitläufigen Klinikgeländes in Hamburg-Langenhorn. Das 32 m hohe Bauwerk ragt nur wenig über den alten Baumbestand des Geländes hinaus.

## Bauwerk
Der 1913 errichtete Wasserturm ist eine weitgehend backsteinverkleidete Stahlbetonkonstruktion. Der Baukörper bildet insgesamt einen Zylinder. Dieser ist aber im unteren Bereich durch Einschnitte zwischen pfeilerartigen Elementen aufgelockert. Sie  geben den Blick auf einen kleineren Innenzylinder frei, dessen Wände von Fenstern durchbrochen sind. Zum Behälter hin erweitert sich der Innenzylinder stufenweise. Schließlich wechseln die Backsteinflächen der Pfeiler mit wenige Zentimeter zurückliegenden Putzflächen. Jede Putzfläche weist ein schmales langes Fenster zur Belichtung der Behälterwände auf. Eine Reihe weiterer Fenster folgt unmittelbar unter dem Dach. Sie belichten die Oberseite des Behälters. Das Dach ist kegelförmig und kupfergedeckt.
Im Turmkopf befindet sich ein schmiedeeiserner Hängebodenbehälter mit einem Fassungsvermögen von 600 m³. Im unteren Geschoss sind die Anlagen zur Wasseraufbereitung untergebracht.
→ Näheres zu den Behälterformen im Hauptartikel Wasserturm

## Geschichtliches zur Wasserversorgung des Ochsenzoller Krankenhauses
Das Ochsenzoller Krankenhaus wurde 1892 als Landesirrenanstalt Langenhorn gegründet. Die Anlage sollte einen bewusst dörflichen Charakter erhalten. Dazu wurden auf insgesamt 130 ha Waldgebiet kreisförmig Straßen angelegt, an denen kleinere Gebäude lagen. Da die Anlage 15 km vom Hamburger Stadtzentrum entfernt war, konnte sie nicht ans Hamburger Wassernetz angeschlossen werden. So entschloss man sich, ein eigenes Versorgungsnetz einzurichten. Dazu wurden 1892 bis 1913 ein Brunnen mit Pumpenhaus und nacheinander drei kleinere Wassertürme gebaut, von denen heute keiner mehr steht.
Wegen des steigenden Wasserverbrauchs erweiterte das Krankenhaus die Wasserversorgung in den Jahren 1910 bis 1914. Man bohrte einen zweiten Brunnen  und errichtete den neuen Wasserturm, der heute noch in Betrieb ist. Ein dritter Brunnen mit Brunnenhaus kam 1928 bis 1929 dazu.
Heute fördert die Klinik bis zu 250.000 m³ Wasser im Jahr für den Eigenbedarf und für eine Wäscherei auf dem Gelände, die mehrere Krankenhäuser versorgt. Die für die Klinik entstehenden Kosten betragen nur ein Viertel des Wasserpreises der Hamburger Wasserwerke. Das gilt allerdings nur, solange keine größeren Investitionen anfallen.
Seit 2012 wird der Wasserturm nicht mehr genutzt. Er steht unter Denkmalschutz und ist Eigentum der Patrizia AG.
Im Rahmen des Tages des offenen Denkmals konnte er seitdem mehrmals besichtigt werden und wurde öfters in Licht- und Klangperformances der Künstlerin Katrin Bethge und des Künstlers John Eckert bespielt, in denen er als Leinwandfläche diente, wie zum Beispiel 2013 und 2015.